# Irlanda, Chiapas
Irlanda är en ort i Mexiko.   Den ligger i kommunen Tapachula och delstaten Chiapas, i den sydöstra delen av landet, 900 km sydost om huvudstaden Mexico City. Irlanda ligger 1 134 meter över havet och antalet invånare är 162.
Terrängen runt Irlanda är kuperad åt sydväst, men åt nordost är den bergig. Runt Irlanda är det tätbefolkat, med 343 invånare per kvadratkilometer. Närmaste större samhälle är Huixtla, 14,5 km väster om Irlanda. I omgivningarna runt Irlanda växer i huvudsak städsegrön lövskog.